# Ornitóptero
Un ornitóptero (del griego «ornitos», pájaro y «pteron», ala) es un aerodino de alas móviles que obtiene el empuje necesario del movimiento batiente de sus alas de forma análoga a como lo hacen las aves.

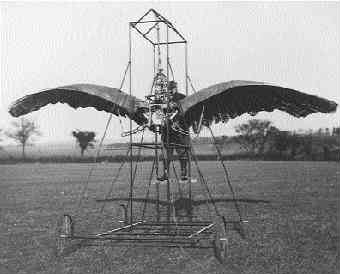
Ornitóptero construido por Edward Frost, en 1902.

La observación del vuelo de las aves ha llevado a diversos pensadores y científicos a través de la historia a diseñar máquinas basadas en este principio, pero el principal obstáculo para su funcionamiento ha sido la relación entre la fuerza aplicada y el empuje obtenido. 
La realización de un artilugio mecánico que desarrolle los trabajos necesarios y complejos para la transmisión mecánica del movimiento implica rendimientos muy bajos que impiden obtener la sustentación suficiente para levantar el peso del propio motor y sus mecanismos.
Los artilugios que toman como fuente de energía la fuerza de un tripulante humano son inoperantes, pues la relación entre el peso de las aves y la potencia que sus músculos pueden desarrollar es mucho más favorable en su caso que en el del ser humano. 
Son célebres los proyectos y descripciones de máquinas de este tipo realizadas por Leonardo Da Vinci hacia 1490.[cita requerida]
En la saga de ciencia ficción Dune son el transporte insignia de la Casa Atreides. D.C.